# Take Down (film, 1979)
Pour plus de détails, voir Fiche technique et Distribution.
Take Down est un film américain réalisé par Kieth Merrill et sorti en 1979 sur le thème de la lutte avec des acteurs de Salt Lake City. Il a la particularité d'avoir été produit par le studio American Film Consortium et distribué par Buena Vista Distribution, filiale de Walt Disney Productions.

## Synopsis
Ed Branish est un professeur d'anglais arrogant qui trouve sa situation au lycée Mingo Junction bien en deçà de ses capacités. Cette situation lui est à peine tolérable et il affiche son air de supériorité sur tous, y compris sa femme aimante, en débitant fréquemment des platitudes de maîtres littéraires pour valider son point de vue souvent méprisant. Même sa femme commence à montrer des signes d'exaspération vis à vis de son narcissisme.
Il a pris pour habitude de s'impliquer le moins possible dans l'école mais la situation se retourne contre lui quand l'école lui impose la supervision de l'équipe de lutte nouvellement créée. Il est le seul avec un emploi du temps peu chargé et donc disponible pour s'en occuper. Acculé, il s'en prend au premier étudiant qu'il croise, Nick Kilvitus. Nick est un jeune homme de 84 kg assez réservé dont la famille vit dans la pauvreté et manquant souvent les cours. Nick se sent mal en raison de son statut social et du fait qu'il remplace très souvent son père alcoolique sur des chantiers sans que personne s'en rende compte. Son père doit porter des poutres IPN dans une aciérie mais il est souvent trop ivre et préfère s'enivrer dans des bars la nuit. Son fils doit alors le chercher dans les bars et ensuite le remplacer à son poste. Le fait qu'ils ne possède pas de voiture en état de marche n'aide pas le jeune Nick, devant soutenir son père à travers la ville.
Nick souhaite utiliser la nouvelle classe de lutte tenue par Ed pour rattraper son retard et obtenir un diplôme. Ed l'accueille à sa manière le critiquant et le donnant en exemple des conséquences de la paresse et de l'irresponsabilité. Nick lui rétorque qu'il n'est qu'un « snob égoïste » plus intéressé à prouver à quel point il est intelligent que d'enseigner et qu'il n'a aucune idée du monde réel et de ses problèmes quotidiens.
Grâce à l'équipe de lutte, les hommes se croisent à nouveau et découvrent qu'ils ont chacun beaucoup plus à offrir qu'ils ne le pensaient auparavant.

## Fiche technique
- Titre : Take Down
- Réalisation : Kieth Merrill assisté de Douglas Wise
- Scénario : Eric Hendershot, Kieth Merrill, Terre Trelawney (supervision du script)
- Musique : Merrill Jenson
  - orchestre de la bande originale : National Symphony
- Son : Robert E. Sheridan (mixage), 
  - Studio de post-production sonore : Anvil Studios
- Photographie : Reed Smoot, Sheldon Jew (steadycam), Erik Hein (plateau), Robert Heizer (opérateur de grue), Bill Randall (dolly)
  - Opérateur caméra : Michael O'Sullivan, T. C. Christensen, assistés de  George Griner, Gordon Lonsdale, Stan Wadley,
- Direction artistique : Douglas G. Johnson
- Décors :  Lowell Allen (dessinateur), Trev Holmes, Chuck Anderson, 
  - Construction : Marvin Stoutsenberger (coordinateur de construction), Clark Naisbitt, Alan Goresbeck
- Montage : Richard Fetterman (image), Robert C. Dearberg (son), Jack T. Knight (son), Peter McCrea
  - Assistant montage : Michael Amundsen, C. W. Royer
- Distribution : Mike Fenton, Jane Feinberg, Karl Wesson (local)
- Costumes : Michael Hoffman
- Maquillage : Randy Lowe, Catherine McClellan
- Accessoires : Roger Crandall (assistant), Production Systems Inc (location d'équipement)
- Electricité :  Richard Cronn (chef électricien), David Schwartz (assistant), 
  - électriciens : Grant Wiliams, Fred Jones, John Tilton, William Van Hoek
- Machiniste : Scott McGowan, Dennis Petersen, Dee Johnson
- Conseil : Eric Hendershot (technique), Ronald A; Melanson (financier)
- Responsable de propriété : Jan de Witt
- Transport : Lee Caroll
- Sécurité :  Lyn Nichols
- Cantine : Bart's Catering
- Premier secours : Sheryl Pack
- Promotion : Will Whittle
- Production : David B. Johnston (exécutif), Jack Reddish (associé), Jack N. Reddish (responsable de production), Geneve Scott (assistant producteur), Carol Ketchum (secrétaire), David Fairbanks (assistant production)
- Post-production : Judy Christiansen (secrétaire)
- Société de production : American Film Consortium
- Société de distribution : Buena Vista Distribution
- Pays de production :  États-Unis
- Langue : Anglais
- Format : Couleurs - 1,66:1 - Mono - 35 mm
- Durée : 107 minutes
- Date de sortie :
  - États-Unis : 1er janvier 1979

Sauf mention contraire, les informations proviennent des sources concordantes suivantes : Leonard Maltin, Mark Arnold et IMDb

## Distribution
- Edward Herrmann : Ed Branish
- Kathleen Lloyd : Jill Branish
- Lorenzo Lamas : Nick Kilvitus
- Maureen McCormick : Brooke Cooper
- Nicolas Beauvy (Nicholas Beauvy) : Jimmy Kier
- Stephen Furst : Randy Jensen
- Darryl Peterson : Ted Yacabobich
- Toney Smith : Chauncey Washington
- Salvadore Feliciano : Tom Palumbo
- Boyd Silversmith : Jack "Notoe" Gross
- Kevin Hooks : Jasper MacGrudder
- Scott Burgi : Robert Stankovich
- Lynn Baird : Doc Talada
- Ron Bartholomew : Warren Overpeck
- Kip Otanez : Zeno Chicarelli
- Hyde Clayton : le principal
- Oscar Rowland : M. Kilvitus, le père de Nick
- Elizabeth Grand : Mme Kilvitus, la mère de Nick
- Prentiss Rowe : l'arbitre
- Christy Neal : Suzette Smith
- Melvyn Pegues : Hood #1
- David M .Thorne : Hood #2
- Lucille Thorn : professeure de musique
- Fred Rowland : Coach Orem
- Carl Benett : arbitre d'Hillcrest
- Ron Tree : Coach de Viewmont
- Mary Pederson : enseignante
- Kieth Merrill : Arnold
- Jack Reddish : présentateur
- Doug Johnson : officiel
- Cheerleaders de Mingo Junction : Lisa Glease, Cindy Chipamn, Julie Graves, Karen Frankenberry, Heidi Preston, Julie White
- Bob Kawa : coach
- Larry Miller : Lerroy Barron
- Gary Peterson : Thard Lardner

Sauf mention contraire, les informations proviennent des sources concordantes suivantes : Leonard Maltin, Mark Arnold et IMDb

## Sorties cinéma
Sauf mention contraire, les informations suivantes sont issues de l'IMDb.
- États-Unis : 1er janvier 1979
- Philippines : 9 septembre 1982

## Origine et production
Take Down est le premier film produit par l'American Film Consortium pour un budget de 2 millions d'USD. Le film compte deux vedettes de l'époque, Maureen McCormick connue pour son rôle de Marcia Brady dans la série télévisée The Brady Bunch et Stephen Furst qui venait d'interpréter Founder dans American College (1978). Selon Mark Arnold, Maureen McCormick démontre des talents d'actrice qui vont au delà de son rôle de Marcia. L'actrice a eu du mal avec ce rôle car comme elle l'indique dans son autobiographie, elle se battait contre sa longue addiction à la drogue. L'acteur Daryl Peterson semble avoir été inspiré par ce film car il devient par la suite un catcheur sous le nom de Maxx Payne (en)
Le film a été tourné dans l'Utah, dans le campus American Fork High School avec sa destruction et reconstruction,. Ronald Bartholomew, Kip Otanez et Salvadore Feliciano, des lutteurs de Salt Lake City ont eu des expériences dans la lutte durant leur études. Le film a aussi été tourné dans le lycée de Murray High School à Murray et à Orem,. L'acteur Edward Herrmann avait interprété dans la mini-série télévisée Eleanor and Franklin sur ABC.
La chanson titre du film I Tried For You a été composée et interprétée par Lorenzo Lamas. Arnold trouve cette composition et interprétation bien que moyenne assez étrange pour l'acteur méritant au moins une note de base de page.

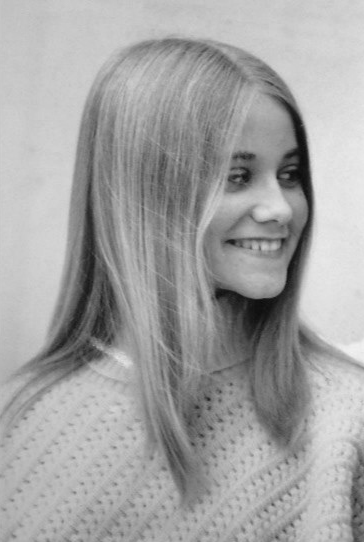
Maureen McCormick en 1971
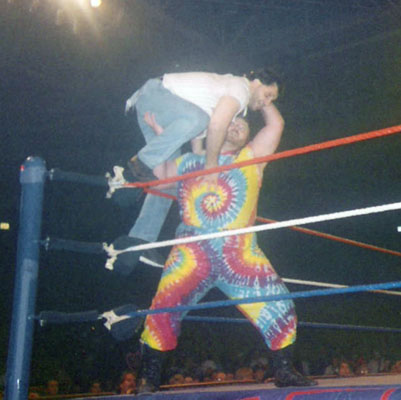
Darryl Peterson alias Maxx Payne (en) en 1994
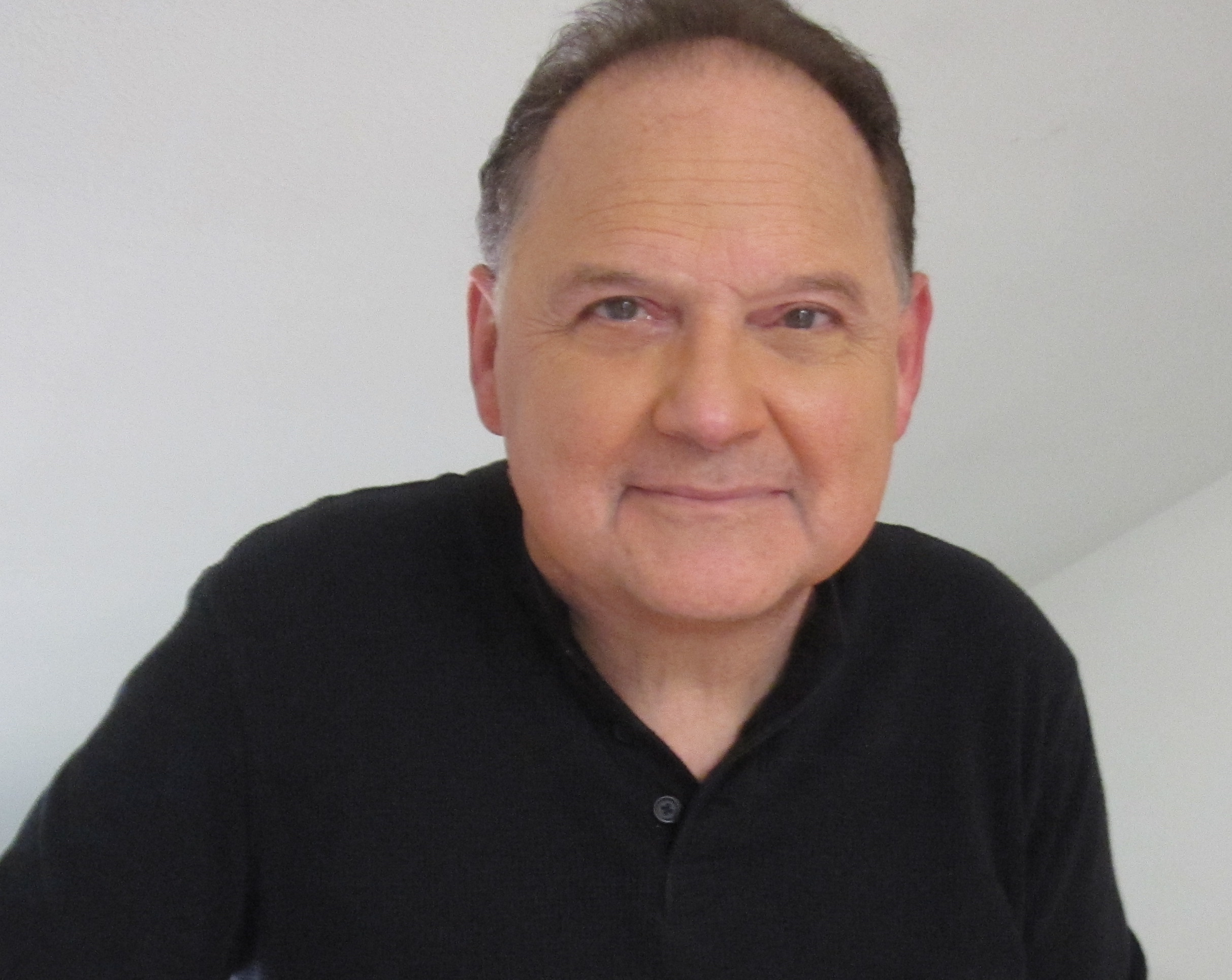
Stephen Furst en 2014

## Sortie et accueil
Le film Take Down sort d'abord dans la région de Salt Lake City en novembre 1978,,. Il est classé "accord parental souhaitable" (PG-R) et distribué par l'American Film Consortium,,.
Le 15 janvier 1979, la filiale distribution des studios Disney Buena Vista Distribution achète les droits de distribution du film malgré son image de groupe tout public,. C'est le premier film PG-R du studio,. Mark Arnold rappelle que même si l'achat de droits de distribution est devenu courant à la fin du XXe siècle, en 1979 ce n'est pas le cas. En février, Buena Vista prévoit de ressortir le film de manière plus large avec 400 copies en mars et 300 autres en septembre. Distribuer une production d'un autre studio est une première pour Disney, comme l'indique Charles Schreger du Los Angeles Times, et il ajoute que depuis trente ans, le studio montre la voie.
Le film ressort le 2 mars 1979 en Caroline du Nord et du Sud ainsi que le Midwest. Le film ne récolte que 2 millions d'USD et ne correspond pas aux attentes de Disney. Les droits du film sont par la suite acheté par Taft International Pictures.

## Analyse
Le film possède la particularité d'être le premier depuis la mort de Walt Disney en 1966 seulement distribué par le label Buena Vista Distribution et produit pas une société tierce,. Ce label a été créé en 1953 comme une filiale assurant la distribution des productions Disney par Walt Disney afin de ne plus être lié à d'autres groupes cinématographiques. Variety mentionne toutefois la distribution en 1969 du film français La Grande Vadrouille (1966).
En fin d'année 1979, le studio sort Le Trou noir produit en interne et classé lui aussi "accord parental souhaitable" (PG-R), le film Take Down le devance dans cette catégorie de plusieurs mois. La différence est au niveau du studio de production et non au niveau de la société Disney.
Mark Arnold considère le film comme plaisant et surprenant pour un film Disney de l'époque. Les étudiants semblent réels et non pas ceux « plastifiés » du Medfield College. Arnold se souvient avoir vu le film au cinéma lors de sa sortie et n'avait pas réalisé qu'il était distribué par Disney, au travers de Buena Vista Distribution. Pour Arnold, le film contient de nombreuses scènes entre la salle de sport pour transpirer et la salle de bain pour vérifier la prise de poids. Il note aussi que le générique du film comporte de nombreux crédits additionnels ce que ne faisait pas le studio Disney. Par cela il pointe les fonctions rarement crédité par le studio Disney comme les assistants, opérateurs de caméras, électriciens, et tant d'autres. Le studio a du être impressionné par la prestation d'Edward Herrmann et Stephen Furst car ils sont signés pour d'autres films.